# بريت ويليامس
بريت ويليامس (بالإنجليزية: Brett Williams)‏ (19 مارس 1968 في المملكة المتحدة - ) هو لاعب كرة قدم بريطاني في مركز الدفاع. لعب مع أكسفورد يونايتد وستوك سيتي وستوكبورت كونتي ونوتينغهام فورست ونادي هيرفورد وأرنولد تاون ونادي نورثامبتون تاون.

## وصلات خارجية
- بريت ويليامس على موقع قاعدة بيانات كرة القدم.إي يو (الإنجليزية)
- بريت ويليامس على موقع Soccerbase.com (لاعب) (الإنجليزية)
- بريت ويليامس على موقع عالم كرة القدم.نت (الإنجليزية)